# 2020
2020 (MMXX) — високосний рік за григоріанським календарем. Почався в середу. Згідно з китайським календарем — рік металевого щура.

## Події
2020 став роком екстремальних ураганів, лісових пожеж, посух, танення льодів у світі, згідно з даними, наведеними в доповіді ООН, опублікованій на початку грудня.

### Пандемія коронавірусної хвороби 2019
- 9 січня — ВООЗ підтвердила, що новий коронавірус було виділено від однієї людини, яку госпіталізували[2].
- 10 січня — дані про секвенування генів виділеного коронавірусу Уханя SARS-CoV-2 вперше розмістили на Virological.org дослідники з Фуданського університету, Шанхай. Ще три послідовності з Китайського центру контролю та профілактики захворювань, одна — з Китайської академії медичних наук та одна — з лікарні в Ухані були розміщені на порталі Глобальної ініціативи щодо обміну всіма даними про грип (GISAID)[3][4][5].
- 11 березня — ВООЗ визнала коронавірусну хворобу пандемією[6].
- 16 листопада — Вакцина проти COVID-19: повідомлено про перший випадок успішного випробування третьої фази вакцини BNT162b2 проти COVID-19, розробленої компаніями Pfizer та BioNTech. Вакцина продемонструвала понад 90 % ефективності[7].
- 8 грудня — Велика Британія першою у світі розпочала масову вакцинацію проти COVID-19 з використанням вакцини BNT162b2[8].

### Аварії та катастрофи
- 6 січня — у результаті лісових пожеж в Австралії, що тривали з жовтня 2019 року, знищено близько 6 мільйонів гектарів лісових площ, близько 1000 будинків, кількість жертв досягла 25 осіб[9].
- 8 січня — в Ірані неподалік Тегерана розбився літак авіакомпанії МАУ, уражений двома іранськими ракетами. Загинуло 176 людей[10].
- 26 січня — у катастрофі гелікоптера[en] поблизу Лос-Анджелеса загинув американський баскетболіст Кобі Браянт, його 13-річна донька та ще семеро осіб[11].
- 4 квітня — розпочалися масштабні лісові пожежі в Чорнобильській зоні, що тривали понад 10 днів.
- 22 травня — у Пакистані у м. Карачі розбився літак Airbus A320. Загинуло щонайменше 98 людей[12].
- 29 травня — у Російській Федерації сталася найбільша катастрофа в історії Арктики — витік понад 20 тис. тонн дизельного палива в Норильську[13].
- 4 серпня — у результаті потужних вибухів у порту Бейрута (Ліван) загинуло понад 100 осіб, поранених кілька тисяч[14].
- 25 вересня — під Харковом розбився літак АН-26 зі студентами та курсантами. На борту перебували 27 осіб, з них 26 загинули[15].

### Політика, вибори
- 11 січня — президентські вибори в Тайвані. Перемогу в них здобула Цай Інвень з результатом 57,1 % голосів[16].
- 5 лютого — Сенат США не підтримав імпічмент Дональда Трампа за обома статтями[17].
- 12 липня — на виборах президента Польщі перемогу здобув чинний керівник держави Анджей Дуда[18].
- 28 липня — року лідер Малайзії Наджиб Разак був визнаний винним в корупції і засуджений до 12 років тюремного ув'язнення в рамках першого судового процесу щодо багатомільярдного корупційного скандалу, пов'язаного з 1Malaysia Development Berhad.
- 9 серпня — Президентські вибори в Республіці Білорусь. На виборах переміг[19] чинний президент О. Лукашенко, через що почалися масові протести.
- 15 жовтня — президент Киргизстану Сооронбай Жеенбеков ухвалив рішення піти у відставку на тлі протестів після виборів парламенту[20].
- 25 жовтня — місцеві вибори в Україні, на яких обрали депутатів сільських, селищних, міських, районних і обласних рад та сільських, селищних і міських голів[21].
- 3 листопада — президентські вибори в Сполучених Штатах Америки, перемога Джо Байдена[22][23].

### Міжнародні відносини
- 31 січня — Велика Британія опівночі вийшла зі складу Європейського Союзу[24].
- 27 березня — Північна Македонія увійшла до складу НАТО, ставши 30-м членом блоку[25].
- 7 квітня — Президент США Дональд Трамп підписав указ на підтримку комерційного освоєння ресурсів на Місяці та інших небесних тілах. Документом не визнається Угода, ухвалена резолюцією Генеральної Асамблеї ООН у грудні 1979 року.[26].
- 13 серпня — Ізраїль та ОАЕ підписали мирний договір з метою нормалізації відносин[27].
- 22 листопада — США офіційно вийшли з Договору про відкрите небо[28].
- 24 грудня — Велика Британія та Європейський Союз за сім днів до Brexit уклали угоду про торгівлю[29].

### Збройні конфлікти
- 3 січня — унаслідок атаки дроном США біля аеропорту в Багдаді вбитий іранський генерал Касем Сулеймані[30].
- 12 липня — загострення конфлікту на вірменсько-азербайджанському кордоні[31][32].
- 27 вересня — чергове загострення воєнного конфлікту в Нагірному Карабасі між Вірменією та Азербайджаном, початок жорстоких боїв у цій місцевості[33][34].
- 9 листопада — Друга карабаська війна: президенти Азербайджану і Російської Федерації та прем'єр-міністр Вірменії підписали мирну угоду, що припиняє всі бойові дії в зоні нагірнокарабаського конфлікту з 00:00, 10 листопада 2020 р. Уздовж лінії зіткнення розгортається миротворчий контингент Російської Федерації[35].

### Економіка
- 18 лютого — Апеляційний суд Гааги зобов'язав Росію виплатити 50 млрд доларів за позовом колишніх акціонерів ЮКОСа, що стало найбільшою компенсацією в історії міжнародного арбітражу[36].
- 12 березня — Глобальна фінансова криза 2020 року: чорний четвер — на тлі соціально-економічних наслідків пандемії вірусу COVID-19 основні американські індекси Dow Jones, S&P 500 і NASDAQ обвалились майже на 10 %, що стало найбільшим падінням за останні 33 роки[37].
- 28 березня — британська компанія OneWeb, яка займалась розробкою та запуском супутників зв'язку, оголосила про банкрутство через фінансову кризу, викликану пандемією коронавірусу[38].

### Наука і техніка
- 10 лютого — здійснено запуск космічного апарата Solar Orbiter для дослідження Сонця, який розроблено Європейським космічним агентством[39].
- 18 березня — лауреатами Абелівської премії за 2020 рік стали математики Хіллел Фурстенберґ (Ізраїль) і Григорій Маргуліс (США)[40].
- 19 березня — Премію Тюрінга отримали Едвін Кетмелл і Пет Ханрахан за розробки в галузі комп'ютерної графіки[41].
- 30 травня — вперше в історії до МКС запущений приватний пілотований космічний корабель Dragon 2 (SpaceX)[42].
- 23 липня — Китайська Народна Республіка успішно запустила свою першу космічну місію для дослідження Марса — Тяньвень-1, що складається з трьох космічних апаратів: орбітального апарата, посадкової платформи та марсохода[43].
- 30 липня — НАСА запустило місію Марс 2020 з марсоходом Персеверанс та ґвинтокрилом Ingenuity[44].
- 2 серпня — від МКС повернулася капсула Crew Dragon із двома американськими астронавтами на борту, які брали участь у місії SpaceX DM-2 (перший політ людей на приватному космічному кораблі)[45].
- 14 вересня — в атмосфері Венери знайшли «маркер життя» — газ фосфін у кількості, котру не вдається пояснити відомими абіогенними процесами, тому це розглядається як можливість існування на цій планеті мікроорганізмів[46].
- 23 вересня — у Нижньому Новгороді розпочалася п'ята щорічна конференція ЦІПР-2020 року, на якій було представлено макет першої російської станції 5G[47].
- 20 жовтня — космічний корабель NASA взяв проби гірських порід з астероїда Бенну в ході місії OSIRIS-REx[48].
- 1 грудня — Національний науковий фонд США повідомив про руйнування гігантського радіотелескопу Аресібської обсерваторії, який функціонував протягом 57 років[49].
- 5 грудня — японський космічний зонд Хаябуса-2 вперше в історії доставив на Землю два зразки породи астероїда Рюгу. Місія тривала 6 років[50].
- 16 грудня — китайський космічний апарат «Чан'е-5» успішно завершив місію зі збору місячного ґрунту — вперше за 44 роки на Землю приземлилася капсула зі зразками[51].

### Культура
- 6 січня — у Лос-Анджелесі пройшла 77-ма церемонія вручення «Золотого глобуса». Найкращою драмою стала картина «1917», найкращою комедією — «Одного разу в… Голлівуді», найкращим режисером — Сем Мендес[52].
- 26 січня — відбулась 62-га церемонія нагородження «Греммі». Основні нагороди здобула американська співачка Біллі Айліш. Американська піаністка українського походження Надія Шпаченко отримала перемогу в категорії «Найкраща класична збірка»[53].
- 9 лютого — в Лос-Анджелесі відбулася церемонія нагородження володарів кінопремії «Оскар» за 2019 рік. Найкращим фільмом визнано «Паразити» режисера Пон Джун Хо, найкращими акторами — Хоакін Фенікс («Джокер») та Рене Зеллвегер («Джуді»)[54].
- 3 березня — володарками Прітцкерівської премії стали ірландські архітектори Івонн Фаррелл і Шеллі Макнамара[55].
- 18 березня — Європейська мовна спілка повідомила про перенесення через коронавірус Пісенного конкурсу Євробачення 2020 на наступний рік[56].
- 12 вересня — «Золотий лев» Венеційського кінофестивалю за 2020 рік отримав фільм «Земля кочівників» режисера Хлої Чжао[57].
- 20 вересня — названо лауреатів телевізійної премії «Еммі». Найкращим драматичним серіалом визнано серіал «Спадщина», серед комедійних серіалі найкращим було визнано британське шоу «Шіттс Крік»[58].
- 19 листопада — шотландський письменник Дуглас Стюарт став лауреатом Букерівської премії із дебютним романом «Шагі Бейн»[59].

### Суспільство
- 19 квітня — у результаті серії вбивств у Новій Шотландії (Канада) загинуло 22 людини[60].
- 25 травня — початок протестів у США, пов'язаних з убивством поліцейським афроамериканця Джорджа Флойда та боротьбою проти расизму[61]. Головним гаслом протестів став вислів «Black lives matter».
- 26 серпня — Всесвітня організація охорони здоров'я оголосила про викорінення поліомієліту в Африці[62].
- 22 жовтня — Премію Сахарова за свободу думки 2020 року отримала білоруська демократична опозиція[63].
- 22 жовтня — у Польщі Конституційний суд своїм вироком запровадив жорсткі обмеження на аборти[64], що спричинило масові протести[65].
- 11 грудня — журнал Time назвав «Людиною року» Джо Байдена та Камалу Гарріс[66].

### Спорт
- 24 січня — китаянка Цзюй Веньцзюнь захистила титул чемпіонки світу з шахів у протистоянні з росіянкою Олександрою Горячкіною[67].
- 2 лютого — на Відкритому чемпіонаті Австралії з тенісу серб Новак Джокович восьмий раз став переможцем серед чоловіків, американка Софія Кенін вперше перемогла серед жінок[68].
- 23 лютого — на чемпіонаті світу з біатлону збірна Норвегії завоювала 6 з 12 золотих нагород; Марте Ольсбу-Рейселанн стала 5-разовою чемпіонкою.
- 17 березня — УЄФА перенесла через пандемію коронавірусної хвороби проведення Чемпіонату Європи з футболу з 2020 на літо 2021 року[69].
- 21 березня — ІІХФ скасувала чемпіонат світу з хокею через пандемію коронавірусу[70][71][72].
- 24 березня — Міжнародний олімпійський комітет та уряд Японії повідомили про перенесення Олімпійських ігор-2020 на 2021 рік через пандемію коронавірусу[73].
- 21 серпня — іспанська «Севілья» стала переможцем Ліги Європи УЄФА 2019—2020; у фіналі вона перемогла італійський «Інтер»[74].
- 23 серпня — переможцем Ліги чемпіонів УЄФА 2019—2020 стала німецька «Баварія», яка у фіналі перемогла французький «Парі Сен-Жермен»[75].
- 13 вересня — переможцями Відкритого чемпіонату США з тенісу 2020 стали: серед чоловіків — австрієць Домінік Тім, серед жінок — японка Наомі Осака[76].
- 17 вересня — 20-річний швед Арман Дюплантіс у стрибках з жердиною на відкритому повітрі взяв висоту 615 см, і побив рекорд 614 см Сергія Бубки, який з 1994 року тримався 26 років і 48 днів[77].
- 24 вересня — мюнхенська Баварія перемогла іспанську Севілью та стала володарем 45-го розіграшу Суперкубка УЄФА 2020 року[78].
- 28 вересня — хокейний клуб «Тампа-Бей Лайтнінг» у фіналі переміг «Даллас Старс» і удруге виграв Кубок Стенлі[79].
- 11 жовтня:
  - Переможцями Відкритого чемпіонату Франції з тенісу 2020 стали: серед чоловіків — іспанець Рафаель Надаль, серед жінок — полька Іга Швйонтек[80].
  - «Лос-Анджелес Лейкерс» стали чемпіонами НБА сезону 2019—2020. У фіналі вони обіграли «Маямі Гіт»[81].
- 15 листопада — Льюїс Гамільтон за результатами Чемпіонату 2020 року став семикратним чемпіоном Формули-1 та повторив рекорд Міхаеля Шумахера[82].
- 17 грудня — ФІФА вручила щорічні нагороди для найкращих — найкращим гравцем став поляк Роберт Левандовський, тренером — німець Юрген Клопп, найкращою футболісткою — англійка Люсі Бронз[83].

## Нобелівська премія
- Нобелівську премію з фізіології або медицини отримала група вчених (Гарві Джеймс Альтер, Майкл Гоутен та Чарльз Райс) за відкриття вірусу гепатиту С[84].
- Нобелівську премію з фізики отримала група вчених (Роджер Пенроуз, Райнгард Ґенцель, Андреа Ґез) за дослідження чорних дир[85].
- Нобелівську премію з хімії отримали Емманюель Шарпантьє та Дженніфер Даудна за розвиток методу редагування геному[86].
- Нобелівську премію з літератури отримала американська поетеса Луїза Ґлік[87].
- Нобелівську премію миру отримала Всесвітня продовольча програма (WFP) за зусилля у боротьбі з голодом[88].
- Премію імені Альфреда Нобеля з економіки отримали американці Пол Мілгром та Роберт Вілсон за вдосконалення теорії аукціонів та винайдення нових форматів аукціону[89].

## Вигадані події
- Розвиваються події гри «Crysis».

## Прем'єри фільмів
- Хижі пташки (Кеті Янь).
- Диво-жінка 1984 (Петті Дженкінс).
- Джеймс Бонд 25 (Кері Фукунага).
- Ґодзілла проти Конга (Адам Вінгард).
- Нові мутанти (Джош Бунн).
- Чорна вдова (Кейт Шортленд).